# KJ-200
KJ-200, ali Y-8 Balance Beam je kitajsko turbopropelersko letalo za zgodnje opozarjanje, ki ga je razvilo podjetje Shaanxi Aircraft Corporation. Platforma za radar je Šaanši Y-8, kitajska verzija sovjetskega Antonov An-12. Po nekaterih virih naj bi uporabljal kanadske motorje Pratt & Whitney Canada PW150B in avioniko Honeywell.
Glavni dizajner sistema KJ-200 je bil Oujang Šaošju (欧阳绍修),